# Мижаци (Валча)
Мижаци (рум. Mijați) насеље је у Румунији у округу Валча у општини Лапушата. Oпштина се налази на надморској висини од 388 m.

## Становништво
Према подацима из 2002. године у насељу је живело 170 становника, од којих су сви румунске националности.